# Josep Enric Dallerès
Josep Enric Dallerès Codina (* 14. Februar 1949 in Vilafranca del Penedès, Spanien) ist ein andorranischer Schriftsteller. 
Er studierte Sprache und Literatur an der Universität von Montpellier und unterrichtet Französisch und Bildende Künste in Andorra la Vella. Im Rahmen einer politischen Laufbahn war er Minister für Bildung, Kultur und Jugend, Präsident des Generalrats und Abgeordneter des andorranischen Parlaments. Seine ersten Bücher enthielten ausschließlich Lyrik. Bei der Frankfurter Buchmesse 2007 war er Mitglied des andorranischen Autorenteams vor Ort.

## Werke

### Lyrik
- 1974: 33 poemes, Edicions Calla
- 1976: Despertar, Selbstverlag, Andorra la Vella
- 1987: Amic, Editorial Maià, Andorra la Vella
- 1988: Ulls d'aigua, Editorial Maià, Andorra la Vella
- 1990: De tu a tu, Editorial Maià, Andorra la Vella
- 1995: Illalba, Editorial Maià, Andorra la Vella

### Roman
- 2006: Frontera endins, Encamp